# Alfonso Frazer
Alfonso Gerald Frazer (ur. 4 stycznia 1948 w Panamie) – panamski bokser, zawodowy mistrz świata kategorii junior półśredniej, olimpijczyk. Nosił przydomek Peppermint Frazer.

## Kariera amatorska
Wystąpił na igrzyskach olimpijskich w 1964 w Tokio w wadze piórkowej (do 57 kg). Już w pierwszej walce pokonał go przed czasem Philip Waruinge z Kenii.

## Kariera zawodowa
Pierwszą walkę zawodową Frazer stoczył w 1965. Wygrał pierwszych 9 walk. Później walczył ze zmiennym szczęściem. W 1968 został zawodowym mistrzem Panamy w wadze lekkiej.
10 marca 1972 w mieście Panama pokonał na punkty dotychczasowego mistrza świata federacji WBA w kategorii junior półśredniej Argentyńczyka Nicolino Locche i został nowym championem tej federacji. Stracił tytuł już w pierwszej obronie 28 października tego roku w Panamie, po porażce przez nokaut w 10. rundzie z Antonio Cervantesem z Kolumbii. Przegrał z nim również walkę rewanżową 19 maja 1973 w Panamie przez techniczny nokaut w 5. rundzie. Później już nie walczył o tytuł mistrza świata, choć kontynuował karierę bokserską do 1981.